# Вилла Альдобрандини (Рим)
Вилла Альдобрандини (итал. Villa Aldobrandini) — вилла, расположенная на Квиринальском холме в Риме, принадлежавшая могущественной семье Альдобрандини, в районе, известном в античности как Коллис Латиарис (Collis Latiaris), вдоль древней дороги Виа Альта Семита (via Alta Semita). Это место находится недалеко от руин терм Константинa.

## История
Самое раннее здание было построено на руинах построек II века, которые всё ещё видны у входа по Виа Маццарино. Кардинал Пьетро Альдобрандини (1571—1621), племянник папы Климента VIII по отцовской линии, перестроил основное строение, ориентируя его в направлении улицы Виа Панисперна, и определил план строительства первого павильона.
Из сада виллы, фасад которой выходит на улицу Виа Панисперна, виднеются церкви Сант-Агата-деи-Готи, Санта-Катерина-а-Маньянаполи, Санти-Доменико-э-Систо, Торре-делле-Милицие и рынок Траяна.
В настоящее время вилла является резиденцией Международного института унификации частного права (УНИДРУА).

## Художественная коллекция
Вилла знаменита своей коллекцией произведений искусства. Многие члены семьи Альдобрандини были коллекционерами и меценатами. Интерьеры виллы были роскошно оформлены росписями и лепниной. Коллекция включала произведения античной скульптуры и картины знаменитых итальянских художников, включая работы Джованни Беллини, Корреджо, Джорджоне, Леонардо да Винчи, Мантеньи, Тинторетто, Тициана, Веронезе и многих других. На вилле находилась знаменитая античная фреска, известная под условным названием «Альдобрандинская свадьба» (итал. Matrimonio Аldobrandino, Nozze Aldobrandine), обнаруженная в 1601 году на Эсквилинском холме и датируемая первым веком. В настоящее время она находится в Ватиканской апостольской библиотеке.
До середины XIX века великолепие этого собрания было столь велико, что заслужило упоминания в «Статистической топографии Папского государства».
Позднее коллекция была рассредоточена наследниками — «папская» ветвь семьи пресеклась в 1832 году, и большая часть собрания перешла к семье Боргезе и находится в Галерее Боргезе в Риме, — а открытие улицы, ныне известной как Виа Национале, между 1876 и 1901 годами кардинально изменило городской контекст региона, уменьшив виллу до небольшого, обсаженного деревьями бельведера. В 1929 году право собственности на сад перешло к римскому государству, и он был открыт для посещения.
- Я. Фабрис. Вид на виллу Альдобрандини с церквями Санти-Доменико и Сикста и Санта-Катерина (слева вход в сады виллы). 1761. Холст, масло. Частное собрание
- Вилла Альдобрандини. Фасад по Ларго Маньянаполи
- Фасад виллы по улице Панисперна
- Сад виллы
- В саду виллы
- Статуя Венеры Капитолийской (римская реплика по оригиналу 300 г. до н.э.), находившейся на Вилле Альдобрандини в Риме. Ныне в Пергамском музее, Берлин